# غابي فاريا
غابي فاريا (بالبرتغالية: Gabriel José Gomes Faria‏) هو لاعب كرة قدم برتغالي في مركز الدفاع، ولد في 1 أغسطس 1994. لعب مع نادي جل فيسنتي.

## وصلات خارجية
- غابي فاريا على موقع Soccerway.com (الإنجليزية)